# Longvic
Longvic è un comune francese di 9 512 abitanti situato nel dipartimento della Côte-d'Or nella regione della Borgogna-Franca Contea.

## Società

### Evoluzione demografica
Abitanti censiti

## Storia
Durante la prima guerra mondiale dal gennaio 1918 vi era il campo volo del XVIII Gruppo (poi 18º Gruppo caccia) del Regio Esercito Italiano.